# 料理バンザイ!
『料理バンザイ!』（りょうりバンザイ!）は、1982年4月4日から2002年3月31日までテレビ朝日系列局で放送された料理番組。テレビ朝日とKANOXの共同製作。
番組開始当初は、雪印グループ（雪印乳業、雪印食品、雪印ローリー、雪印種苗）の単独提供で、後に雪印乳業(現：雪印メグミルク)のみの一社提供番組だった。
放送時間は毎週日曜18:00 - 18:30 (JST) 。1982年4月4日のスタート時から1983年9月25日までの放送時間は毎週日曜18:00 - 18:25で、1983年10月2日から2002年3月31日の最終回まで毎週日曜18:00 - 18:30であった。

## 概要
俳優の滝田栄と女性パートナーが共同で司会を務めた料理番組で、毎週ゲストとトークをしながら、ゲスト主導で身近な食材でできる料理を作り、エンディングで会食するスタイルがメインの番組だった。また、視聴者から簡単なレシピ投稿を受け付けていた時期もあった。
メインの料理コーナー以外にも、話題のレストランを紹介する「たまに行くならこんな店」のコーナーがあり、またミニコーナーとして、司会者が雪印製品を掛け合い形式で紹介するインフォマーシャルもあった。
しかし、2000年に雪印集団食中毒事件が発生し、企業イメージが悪化。CMも一時公共広告機構（現:ACジャパン）に差し替えられた。スポンサー復帰後、追い討ちをかけるように2002年には雪印牛肉偽装事件が発覚。相次ぐ雪印グループの不祥事により、雪印側がスポンサー降板を要請。テレビ朝日側も了承し番組を打ち切り。2002年3月31日放送分をもって20年・1015回の歴史に幕を閉じた。
2002年3月31日に放送された最終回では、エンディング後にスポンサーの雪印企業グループ各社から視聴者への謝罪とお詫び、そしてこれまでの番組応援に感謝するコメントを発表したCMを3分間にわたって放送した。

### 放送時間
- 1982年4月4日 - 1983年9月25日 毎週日曜18:00 - 18:25（25分）
- 1983年10月2日 - 2002年3月31日 毎週日曜18:00 - 18:30（30分）

### 番組終了後
最終回翌週の4月7日からは後継の料理番組として、雪印企業グループの支援をした全農の一社提供による『隠れ家ごはん!〜メニューのない料理店〜』がスタートした。
その後も後継の料理番組として『いまどき!ごはん』、『笑顔がごちそう ウチゴハン』（味の素一社提供）が同枠で放送されてきたが、『ウチゴハン』放送終了後、2013年春の改編でテレビ朝日の料理番組枠は土曜18時台に移され、2013年4月20日から『〜世界にひとつ〜ミラクルレシピ!』→『ごはんジャパン』（『ウチゴハン』と同じく味の素一社提供）放送した。しかし、2022年秋の改編でテレビ朝日の週末の味の素一社提供の料理番組枠は終了することになった。なお、この枠は、2013年4月から現在まで『相葉マナブ』を放送しており、料理を扱う企画が継続されている。

## 出演者

### 司会
- 滝田栄
- 小林幸子（1982年4月 - 1983年3月）
- 星野知子（1983年4月 - 1984年2月）
- かとうかずこ（1984年3月 - 1985年3月）
- 酒井和歌子（1985年4月 - 1992年3月）
- 塚田きよみ（1992年4月 - 1994年3月）
- ジョアン（1992年4月 - 1994年3月）
- 有賀さつき（1994年4月 - 1995年6月）
- 中村あずさ（1995年7月 - 1998年3月）
- 高樹沙耶（1998年4月 - 2000年12月）
- 鈴木杏樹（2001年1月 - 2002年3月）

### 「たまに行くならこんな店」歴代リポーター
男性
- 森田健作
- 寺泉憲
- 川野太郎

女性
- 高樹沙耶
- 山口いづみ
- 城戸真亜子
- 若村麻由美
- とよた真帆
- 吉本多香美
- 中山忍 ほか

### 番組DJ
- 渕崎ゆり子　- 1994年から1998年までの番組マスコット「mask」の声も担当。提供読みも兼任。
- ケイ・グラント - 1998年4月から最終回まで。提供読みも兼任。また、特番では顔出し出演もしていた。

### 予告ナレーター
- キートン山田
- 堀内賢雄

## テーマ曲
- 『SUNDAY 6:00PM』（作詞：前田たかひろ、作曲・編曲：ボブ佐久間、歌：米光美保）

1994年の番組リニューアル時より使用。
- 『ひとりじゃもういられない』（作詞：まつざきゆうこ、作曲：仁科かおり、歌：児島未散）
- 『逢えない夜を抱きしめて』（作詞・作曲：伊秩弘将、歌：Be-B）
- 『遥か』（作詞・作曲：片桐智幸、編曲：大村雅朗、歌：片桐智幸）
- 『夏の約束』（作詞：松井五郎、作曲：takemoto、歌：片桐智幸）

## スタッフ
- 構成：北村のん、さらだたまこ他
- 音楽：ボブ佐久間・安川ひろし
- 技術：石川清一、須田庫次、小川信明
- 照明：的場謙一、原昇
- 音声：山崎和敏、原田光
- 編集：ビジョン・ユニバース
- 音響効果： 関根正治
- デザイン：古川雅之、坂根洋子
- 美術：八旗眞人、中嶋美津夫
- ディレクター：小野鉄二郎、久保木の実、高橋史典、亀井誠治など（KANOX）
- プロデューサー：高木正昭、下川靖夫、掛下知恵子、浅田英利など（テレビ朝日）、雨笠明男（KANOX）
- 技術協力：東通
- 美術協力： アックス
- 制作：テレビ朝日、KANOX

## 放送局
| 放送対象地域  | 放送局           | 系列           | ネット形態 | 備考                                            |
| ------------- | ---------------- | -------------- | ---------- | ----------------------------------------------- |
| 関東広域圏    | テレビ朝日       | テレビ朝日系列 | 制作局     |                                                 |
| 北海道        | 北海道テレビ     | テレビ朝日系列 | 同時ネット |                                                 |
| 青森県        | 青森朝日放送     | テレビ朝日系列 | 同時ネット | 1991年10月開局から                              |
| 岩手県        | 岩手朝日テレビ   | テレビ朝日系列 | 同時ネット | 1996年10月開局から                              |
| 宮城県        | 東日本放送       | テレビ朝日系列 | 同時ネット |                                                 |
| 秋田県        | 秋田朝日放送     | テレビ朝日系列 | 同時ネット | 1992年10月開局から                              |
| 山形県        | 山形テレビ       | テレビ朝日系列 | 同時ネット | 1993年4月のテレビ朝日系列へのネットチェンジから |
| 福島県        | 福島放送         | テレビ朝日系列 | 同時ネット |                                                 |
| 新潟県        | 新潟テレビ21     | テレビ朝日系列 | 同時ネット | 1983年10月開局から                              |
| 長野県        | 長野朝日放送     | テレビ朝日系列 | 同時ネット | 1991年4月開局から                               |
| 静岡県        | 静岡朝日テレビ   | テレビ朝日系列 | 同時ネット | [ 注 6 ]                                        |
| 石川県        | 北陸朝日放送     | テレビ朝日系列 | 同時ネット | 1991年10月開局から                              |
| 中京広域圏    | 名古屋テレビ     | テレビ朝日系列 | 同時ネット |                                                 |
| 近畿広域圏    | 朝日放送         | テレビ朝日系列 | 同時ネット |                                                 |
| 広島県        | 広島ホームテレビ | テレビ朝日系列 | 同時ネット |                                                 |
| 山口県        | 山口朝日放送     | テレビ朝日系列 | 同時ネット | 1993年10月開局から                              |
| 香川県 岡山県 | 瀬戸内海放送     | テレビ朝日系列 | 同時ネット |                                                 |
| 愛媛県        | 愛媛朝日テレビ   | テレビ朝日系列 | 同時ネット | 1995年4月開局から                               |
| 福岡県        | 九州朝日放送     | テレビ朝日系列 | 同時ネット |                                                 |
| 長崎県        | 長崎文化放送     | テレビ朝日系列 | 同時ネット | 1990年4月開局から                               |
| 熊本県        | 熊本朝日放送     | テレビ朝日系列 | 同時ネット | 1989年10月開局から                              |
| 大分県        | 大分朝日放送     | テレビ朝日系列 | 同時ネット | 1993年10月開局から                              |
| 鹿児島県      | 鹿児島放送       | テレビ朝日系列 | 同時ネット | 1982年10月開局から                              |
| 沖縄県        | 琉球朝日放送     | テレビ朝日系列 | 同時ネット | 1995年10月開局から                              |

## 補足
- この番組が終了して3か月後、2002年7月の『徹子の部屋』にオダギリジョーがゲスト出演。幼い頃、日曜日の夕方は自宅にいて母親と一緒に見ていた事と、アメリカで役者修業から帰国してからも毎週欠かさず見ていた事を語っていた。さらにオダギリは、家庭の味を楽しんで見られる番組が終了して残念であると語った。
- 朝日放送では毎年夏の高校野球中継で、特に近畿勢の代表校が第4試合に登場すると、本来ならば時間にして17:53頃に終わるところをさらに20分 - 30分ほど延長して最大18:23頃まで放送することが稀にあったため、その際には当日の放送を休止扱いとして別の日時に振り替え放送するか、同一日時でも本来放送される回ではなく、先述の影響で休止となった週の回が振り替え放送されることもあった。視聴者プレゼントのコーナーについては、応募締め切り日を過ぎていても別のコーナーに差し替えられることなくそのまま放送されていたため、同局での視聴者に対してお詫びの告知テロップを出していた。